# نی‌نیزک
نی‌نیزک یا ننیزک، یکی از روستاهای بخش مرکزی شهرستان دشتستان در استان بوشهر است.

## جمعیت
این روستا در دهستان حومه دشتستان قرار داشته و براساس سرشماری سال ۱۳۸۵جمعیت آن ۵۶۲نفر (۱۲۵خانوار) بوده‌است.

## جاذبه‌ها

### مناظر طبیعی
در اطراف ننیزک نخلستان‌های زیبایی به چشم می‌خورد که منطقه را زیبا کرده‌اند.

### شاهزده ابراهیم
شاهزاده ابراهیم برادر امام رضا(ع) می‌باشند که در بقعه‌ای مدفون می‌باشند.